# II. Harapszilisz
II. Harapszilisz (i. e. 1500 körül, ékírással 𒊩𒄩𒊏𒀊𒅆𒇷𒅖 vagy 𒊩𒄩𒊏𒀊𒊺𒇷𒅖 vagy 𒊩𒄩𒊏𒀊𒊺𒆠𒇷𒅖 fḫa-ra-ap-ši-li, dU ḫa-ra-ap-še-li, fḫa-ra-ap-še-ki(-li), Ḫarapšiliš, a név jelentése: URUḫarapša városból származó) a több azonos nevű hettita hercegnő közül a második. Telipinusz és Isztaparijasz leánya, nevét dédanyjáról kapta. Említést tesz róla az „Alluvamnasz töredék” (CTH#23, és „Telipinusz proklamációja” (CTH#19) is. Nem bizonyos, hogy „A Viharisten és Harapszilisz” (CTH#327) című mitikus elbeszélés róla szól-e.
Harapszilisz hercegnőt apja Alluvamnaszhoz adta feleségül, akinek származása, udvari pozíciója teljesen ismeretlen. Úgy tűnik azonban, hogy a házaspár hatalomra tört. Harapszilisz testvérét, Ammunaszt egy Szankusz nevű ember meggyilkolta, és Telipinusz száműzte Harapsziliszt és Alluvamnaszt, mert kapcsolatban álltak ezzel az emberrel. A Tuz-tó északnyugati részén, egy Malladiszkurijasz nevű településen kellett élniük. Telipinusznak így nem maradt fiúörököse, hiába deklarálta tehát a fiági örökösödést, végül vagy sógora(?), Taharvalijasz, vagy Alluvamnasz követte.
Alluvamnasz uralkodása meglehetősen homályos. Halála után Harapszilisz valószínűleg ismét férjhez ment, és új férje, II. Hantilisz lett az uralkodó (bár konkrétan nem ismert Hantilisz feleségének neve). Csak ebből a második házasságból születtek gyermekei, így Alluvamnasz valószínűleg rövid uralkodás után halt meg ahhoz, hogy az özvegy királyné új házasságából gyermekek születhessenek. Gyermekei közül egyedül Muvatallisz neve ismert, aki később, legalább két másik királyt túlélve szintén uralkodó lett. Talán az ő fia volt Kantuccilisz is.
Harapszilisz életében Mitanni gyors térnyerése és a Hettita Birodalom gyengesége tapasztalható. Összefüggésben állhat ezzel, hogy a gyermekének adott név az első olyan fiúnév a családban, amely bizonyíthatóan a luvi nyelvből származik. Ez Kizzuvatna befolyásának erősödését jelezheti, aki baráti hatalomként szállt szembe a terjeszkedő Mitannival, lakossága pedig nagyrészt luvi lehetett.

## Lásd még
- hettita királyok családfája
- hettita királynék listája